# 西澄寺
西澄寺（さいちょうじ）は、東京都世田谷区にある真言宗智山派の寺院。

## 概要
1574年（天正2年）、隆向によって開山された。
幕末から明治初期にかけて、住職不在で荒廃していたが、1892年（明治25年）に慧荘が中興した。慧荘は高野山で習得した灸術を施したことで、「霊灸」の評判がたち、多くの人で賑わった。当寺の梵鐘は灸術を受けた患者から奉納されたものである。
当寺の山門は、1922年（大正11年）に旧徳島藩江戸藩邸の門を移築したものである。東京都の有形文化財に指定されている。

## 交通アクセス
- 東急田園都市線・世田谷線三軒茶屋駅より徒歩15分。
- 渋谷駅（渋32系統）・目黒駅（黒09系統）東京医療センター(都立34系統)よりバス（いずれも東急バス)「西澄寺」下車。